# Greta Löfgren
Hedda Margareta (Greta) Josefina Löfgren, född 16 oktober 1884 i Vaxholm, död 20 januari 1944 i Stockholm, var en svensk målare.
Hon var dotter till byggmästaren Johannes Ehn och Dorothea Berg och gift med tjänstemannen Carl Johan Viktor Löfgren. Hon studerade konst för Gillis Hafström 1899-1900 och för Hildegard Thorell 1924-1925 samt vid Konsthögskolan i Stockholm 1926-1927 och för Ángel Zárraga vid Académie de la Grande Chaumière samt för Othon Friesz vid Académie Scandinave i Paris. Tillsammans med Carin Nilsson ställde hon ut i Stockholm 1932 och separat ställde hon bland annat ut i Örebro och Karlstad. Hennes konst består av stilleben med frukter och blommor samt porträtt.   